# Masereelfonds
Le Masereelfonds est une organisation culturelle flamande sans but lucratif pour la promotion et le soutien du néerlandais en Flandre. Il tire son nom de l’artiste flamand Frans Masereel (1889-1972) et a son siège à Bruxelles.
Il existe quatre autres organisations culturelles flamandes du même type, le Davidsfonds, le Vermeylenfonds, le Willemsfonds et le Rodenbachfonds.
Fondé en 1971, affilié au Parti communiste de Belgique jusqu'en 1978, il est devenu une organisation culturelle progressiste.

## Source
- (nl) Cet article est partiellement ou en totalité issu de l’article de Wikipédia en néerlandais intitulé « Masereelfonds » (voir la liste des auteurs).